# 대구시민운동장 야구장
대구시민운동장 야구장(Daegu Civic Stadium Baseball Field)은 대한민국 대구광역시 북구 고성동3가에 있는 인조 잔디 야구장이다.
1948년에 개장한 이래 1982년부터 2015년까지 KBO 리그 삼성 라이온즈의 홈 구장으로 사용되었으며, 삼성 라이온즈가 대구삼성라이온즈파크로 홈 구장을 이전한 후에는 일부 시설을 철거하고 보수하여 아마추어용 야구장으로 이용 중이다.

## 역사
1948년 대구시민운동장 주경기장이 개장할 때 현재와 같은 건물형 경기장이 아닌 학교 운동장형 경기장으로 비슷한 시기에 개장한 것으로 추정되며, 1962년 10월 전국체육대회 개최를 계기로 현재의 대구시민운동장 주경기장을 비롯한 각 시설이 1962년 3월부터 10월까지 확장 보수공사를 하면서 건물형 경기장으로 변모하였다.
2007년에 철거된 동대문야구장과 함께 대한민국에서 오래 된 야구장 중 하나였다. 1975년 전국체육대회을 앞두고 개보수가 이루어졌으며, 한국프로야구 출범을 위해 1981년부터 대대적인 개수가 이루어졌다. 10,000명의 관중을 수용할 수 있는 야구장이다. 원래 구장 크기는 좌우 98m, 센터 114m였으나 1996년에 좌우 95m, 센터 117m로 바뀌었다가 2007년 확장 공사를 통해 좌우 99m, 센터 120m의 구장으로 변모했다.
1995년에는 대한민국 최초의 LED 영상 전광판을 설치했다. 이 전광판은 15회까지 표시할 수 있는데, 2008년 7월 6일 삼성과 KIA의 경기에서 연장 12회가 끝난 이후 13회부터 15회까지 불이 들어왔다.
한편, 1982년 7월 2일에 조명탑이 설치된 뒤 같은 달 10일부터 첫 프로야구 야간 경기가 열렸으며, 1995년 전국체전 일반부 야구 경기는 포항시 등 경상북도 지역에 이렇다 할 정규 야구장이 없어서 대구시민운동장 야구장에서 개최됐다.
2000년대 중반부터 야구장의 노후화가 크게 지적되어 왔으며, 야구 인프라를 까다롭게 보는 것으로 알려져 있는 야구해설가 허구연은 이미 오래 전부터 시민구장의 노후화에 대해 지속적으로 비판해 왔다. 이에 수성구 연호동 대공원역 인근에 새로운 야구장을 지을 계획을 삼성 라이온즈와 대구광역시가 오랫동안 의논했다. 포스코건설과의 민자 유치를 통하여 돔 구장을 지으려고 했으나 백지화되었고, 대신 대공원역 인근에 오픈형 일반 야구장을 신축하기로 최종 확정하였다. 대구시민운동장 야구장은 2006년에 철거가 요구되는 E등급을 받았으나, 더그아웃에 철제 H빔을 덧대어 계속 사용하고 있었을 정도로 사정이 굉장히 좋지 않았다. 새로운 홈 구장인 대구삼성라이온즈파크는 연호동 대공원역 바로 앞에 신축되었으며, 2016년부터 삼성의 홈 구장으로 사용되고 있다.
2016년 2월 완공 예정인 대구의 새로운 야구장의 시공 업체가 선정돼 2012년에 야구장 건립 공사를 시작했다. 신축 야구장의 설계특징은 팔각의 다이아몬드 형태로 동북동방향으로 배치해 하절기 관람석에 그늘이 최대한 확보되도록 배치했다. 독립된 스카이박스와 바비큐석, 패밀리석, 잔디석 등 다양한 이벤트석을 설치했다. 대지면적 151,526m2, 지하 2층 지상 5층으로 연면적 45,000m2이며 고정 관람석이 24,000석, 최대수용인구 29,000명이며 사업비는 부지매입비 등 1620억 원이다.
삼성 라이온즈의 홈 구장이 연호동 대구삼성라이온즈파크로 이전한 후에는 아마추어용으로 존치하기로 했다. 대구시민운동장의 리모델링 계획으로 기존의 포수 뒤편 중앙 관중석과 전광판 및 조명탑을 제외하고 모두 해체하여 2018년 3월에 사회인/아마추어용 야구장으로 재개장했다.

## 교통
야구장 서쪽 인근에 대구 도시철도 3호선 북구청역이 있다.

## 기타
- 1982년에는 제27회 세계야구선수권대회에 대비한 보수공사 탓인지[13] 삼미 슈퍼스타즈가 홈 경기를 치르기도 했다.(VS MBC 청룡 - 6월 5일, 6월 6일, 9월 4일, 9월 5일, VS 삼성 - 6월 20일(더블헤더), 9월 11일)

## 사진

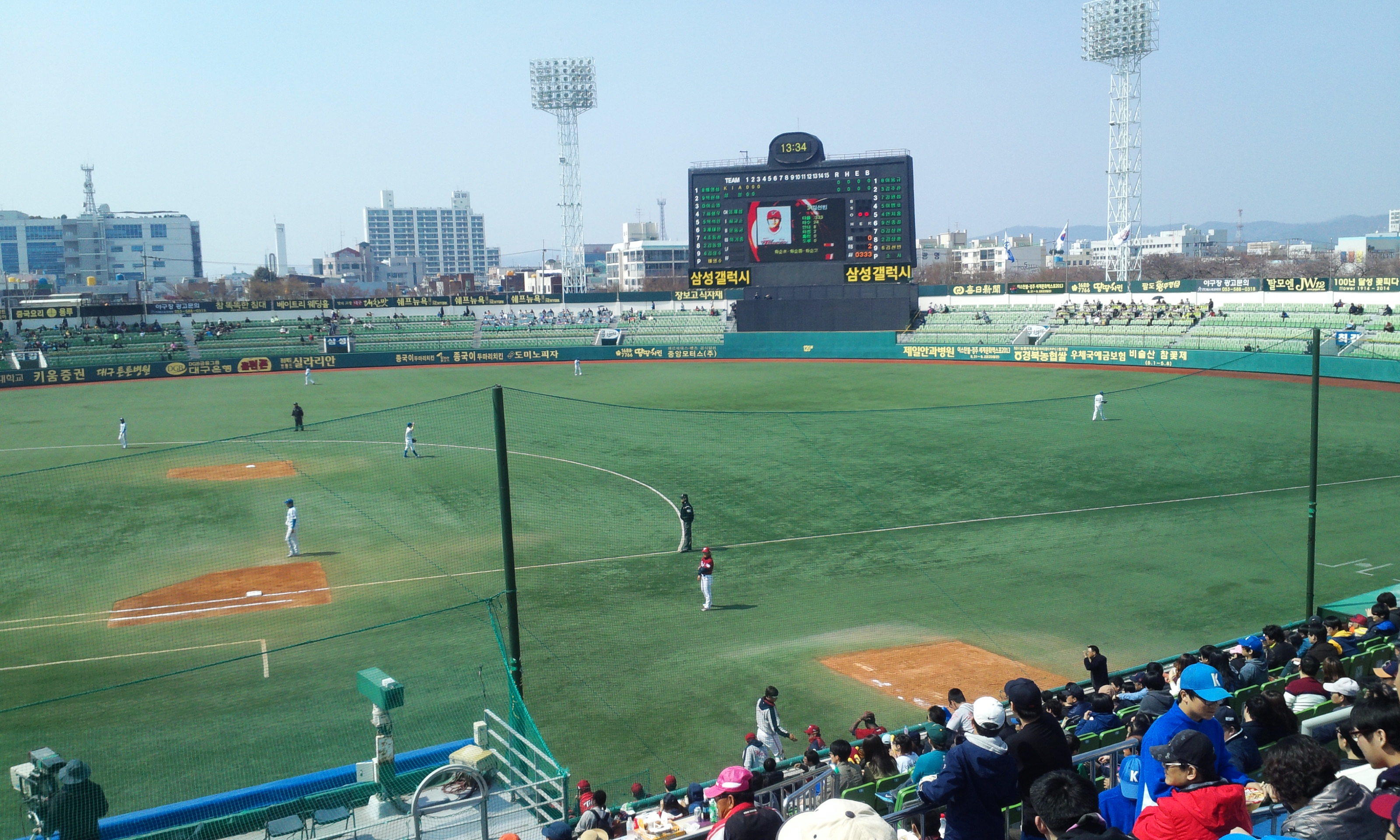
2013년 3월 23일 KIA 타이거즈와 삼성 라이온즈간의 시범경기 중